# Fiesco, Lombardiet
Fiesco är en ort och kommun i provinsen Cremona i regionen Lombardiet i Italien. Kommunen hade 1 200 invånare (2018).